# Église évangélique luthérienne au Suriname
L'Evangelisch Lutherse Kerk in Suriname (ELKS, en français : Église évangélique luthérienne au Suriname) est une église protestante luthérienne du Suriname. Elle est membre de la Fédération luthérienne mondiale et de la Conférence des Églises de la Caraïbe. Elle rassemble environ 4 000 fidèles.